# Macromitrium acuminatum
Macromitrium acuminatum är en bladmossart som beskrevs av C. Müller 1845. Macromitrium acuminatum ingår i släktet Macromitrium och familjen Orthotrichaceae. Inga underarter finns listade i Catalogue of Life.